# Марамбио (антарктическая станция)
Марамбио (исп. Base Marambio) — аргентинская круглогодичная антарктическая станция.
Станция была открыта 29 октября 1969 года на острове Сеймур и названа в честь лётчика Густаво Архентино Марамбио, перелетевшего через Антарктиду.
Население — около 50 человек зимой (июнь-август) и более 150 человек летом (декабрь-февраль). Это главная аргентинская станция в Антарктике, в ста километрах от неё расположена другая станция — Эсперанса.
На станции — лаборатория и метеорологическая станция (длина 1,2 км и ширина 30 м). Самый теплый месяц — декабрь, со средней температурой −1,7 °С и средним максимумом 0,5 °С, самый холодный — июнь, со средней температурой −15,1 °С и средним минимумом −18,7 °С.
В целях экономии мазута на местных электростанциях в 2010 году были установлены ветрогенераторы.